# Broch de Snabrough
Le broch de Snabrough est un broch situé sur l'île de Unst sur l'archipel des Shetland en Écosse.